# مسجد العين (البيرة)
مسجد العين أحد المساجد التاريخية القديمة في مدينة البيرة الواقعة بالضفة الغربية، وكان له دور كبير في حياة المجتمع على مدار التاريخ، ولعب دوراً مهما في تعزيز التمسك بالهوية الإسلامية والفلسطينية. يعود تاريخ بناء مسجد العين إلى الفترة العثمانية المتأخرة (1850م – 1917م)، وقد تمت توسعته بشكل كبير في عهد السلطان العثماني محمد رشاد الخامس وفي عام 2005، جرت عليه بعض التعديلات في عام 1930م، وفي فترات لاحقة جرت أعمال إضافة وترميم لبعض الأجزاء من قبل دائرة الأوقاف الإسلامية.

## العمارة
يتسم المسجد بطراز معماري بسيط يعكس الطابع القروي التقليدي، مع مئذنة صغيرة وقاعة صلاة مستطيلة وسقف من قرميد احمر، يجاوره بناء صغير مخصص للوضوء. وعُرف بجامع العين نسبة إلى عين الماء التي اقيم عليها.

## الموقع
يقع المسجد في منطقة العين وهي من أقدم المناطق في مدينة البيرة بالقرب من نبع الماء المعروف بإسم عين البيرة الذي شربت منه السيدة مريم عليها السلام بعد أن وضعت سيدنا عيسى في بيت لحم وانتقلت به إلى مدينة الناصرة، وفي طريقها عرجت على تلك العين التاريخية التي حملت اسم هذا المسجد. ويقع جنوب غرب البلدة القديمة لمدينة القدس بمحاذاة الطريق الرئيسي الذي يربط مدينة البيرة والقدس والمعروف بشارع القدس. 

## الدور التاريخي والاجتماعي
لعب المسجد دوراً مهماً في الحياة الدينية والاجتماعية في مدينة البيرة وكان مركزاً للنشاط الدعوي، وتخرج منه عدد من القادة والعلماء منهم الشهيدين عماد وعادل عوض الله وأمجد الطويل، وكان له دور كبير في فعاليات انتفاضة الحجارة، وشهد المسجد اقتحامات من الجيش الإسرائيلي وكان أخرها في 14 ديسمبر 2024.